# Fredy Portier
Fredy Portier es un deportista suizo que compitió en vela en la clase Star. Ganó una medalla de plata en el Campeonato Europeo de Star de 1963.

## Palmarés internacional
| Campeonato Europeo | Campeonato Europeo         | Campeonato Europeo | Campeonato Europeo |
| Año                | Lugar                      | Medalla            | Clase              |
| ------------------ | -------------------------- | ------------------ | ------------------ |
| 1963               | Marina di Carrara (Italia) | Medalla de plata   | Star               |